# Hassan Gouled Aptidon
Hassan Gouled Aptidon (somali:  Xasan Guuleed Abtidoon; em árabe: حسن جوليد أبتيدون) (Garissa, Somália, 15 de outubro de 1916 — 21 de novembro de 2006), foi o primeiro-ministro do Djibuti de maio a junho de 1977, ano em que se tornou igualmente o primeiro presidente do país, havendo governado como tal de 1977 a 1999.
Em 1981, após percorrer o país, declarou a formação de um novo partido, partido este denominado Rassemblement Populaire pour le Progrès (RPP).
Depois da invasão, da cidade capital do Djibuti, durante uma guerra civil, retornou a candidatar-se ao Poder e, de novo, venceu, com 72 por cento do votos. Exterminou, posteriormente, o partido que havia iniciado a guerra que tantas pessoas matou e massacrou.
Todavia, no ano de 1999, decide dar fim a uma carreira política de sucessos, sucedendo-lhe, como presidente, o seu sobrinho Ismail Omar Guelleh.

## Biografia
Hassan Gouled nasceu em um pequena vila chamada Garissa no distrito de Lughaya ao norte da Somália, em região contestada atualmente pela Somalilândia. Ele teve um papel importante nos esforços do Djibuti para independizar-se França. De acordo com I.M. Lewis, "com o poderoso apoio do eleitorado francês", Hassan Gouled fez uma campanha contra  Mahamoud Harbi Farah, do partido Union Republicaine, que buscava unir o país à Somália. Quando ocorreram as eleições de 23 de novembro de 1958, o partido de Mahamoud Harbi havia se desintegrado e com a maioria dos votos afares, a facção de Hassan Gouled ganhou a eleição. Logo após, Mahamoud Harbi deixou o Djibuti, e mais tarde morreu em um acidente de avião.
Hassan Gouled serviu como Vice-Presidente do Concelho do Governo de 1958 a abril de 1959. Gouled também serivu na Assembleia Nacional Francesa de 1959 a 1962 e no Senado da França de 1952 a 1958. Ele foi derrotado nas eleições parlamentares em 1962 por Moussa Ahmed Idriss. Nos anos 1960, ele liderou  a União Democrática Issa. Ele foi signatário do tratado de Arta de setembro de 1963, quando era ministro da educação em um governo liderado por Ali Aref Bourhan, cargo que ocupou de 1963 a 1967. Ele esteve brevemente preso em julho de 1967, juntamente de outros oficiais do Partido do Movimento Popular (PMP). Ele foi eleito para a Assembleia Territorial em novembro de 1968 e posteriormente se tornou Ministro do Interior. Mais tarde, ainda serviria como primeiro-ministro do Djibuti entre maio e julho de 1977.